# Jystrup Sogn
Jystrup Sogn er et sogn i Ringsted-Sorø Provsti (Roskilde Stift).
I 1800-tallet var Valsølille Sogn anneks til Jystrup Sogn. Begge sogne hørte til Ringsted Herred i Sorø Amt. Jystrup-Valsølille sognekommune blev ved kommunalreformen i 1970 indlemmet i Ringsted Kommune.
I Jystrup Sogn ligger Jystrup Kirke.
I sognet findes følgende autoriserede stednavne:
- Atterup Huse (bebyggelse)
- Digmose (bebyggelse)
- Jystrup (bebyggelse, ejerlav)
- Mortenstrup (bebyggelse, ejerlav)
- Ny Jystrup (bebyggelse)
- Slettebjerg (bebyggelse)
- Tåstrup (bebyggelse, ejerlav)
- Tåstrup Huse (bebyggelse)
- Tåstrup Skov (bebyggelse)